# Cathleen Rund
Cathleen Rund (Alemania, 3 de noviembre de 1977) es una nadadora alemana retirada especializada en pruebas de estilo espalda, donde consiguió ser medallista de bronce olímpica en 1996 en los 200 metros.

## Carrera deportiva
En los Juegos Olímpicos de Atlanta 1996 ganó la medalla de bronce en los 200 metros estilo espalda, con un tiempo de 2:12.06 segundos, tras la húngara Krisztina Egerszegi y la estadounidense Whitney Hedgepeth.
Además ha ganado dos medallas de oro en campeonatos europeos: en Viena 1995 en los 4x100 metros estilos, y en Sevilla 1997 en los 100 metros espalda.